# Тимшор
Тимшор (Ти́мшер) — река в Пермском крае России, правый приток Южной Кельтмы. Начинается на северо-западе края, в Гайнском районе Коми-Пермяцкого округа, на восточном склоне Северных Увалов. Впадает в Южную Кельтму в 15 км от устья в Чердынском районе. Длина — 235 км, площадь бассейна — 2650 км². Высота устья — 117 м над уровнем моря.
Берега Тимшора покрыты еловой тайгой. Часто встречаются поселения бобров. Жилых населённых пунктов на берегах нет.

## Притоки (км от устья)
- 8 км — река Чепец (лв)
- 28 км — река Окос (лв)
- 52 км — река Бортом (пр)
- 75 км — река Алым (лв)
- 80 км — река Мый (пр)
- 94 км — река Юг (лв)
- 136 км — река Афанасьевка (пр)
- 175 км — река Черновка (лв)
- 193 км — река Сосновка (лв)

## Данные водного реестра
По данным государственного водного реестра России относится к Камскому бассейновому округу, водохозяйственный участок реки — Кама от истока до водомерного поста у села Бондюг, речной подбассейн реки — бассейны притоков Камы до впадения Белой. Речной бассейн реки — Кама.
Код объекта в государственном водном реестре — 10010100112111100003406.